# Перло многоцінноє
«Перло многоцінноє» — збірка творів морально-релігійного характеру, пам'ятка руської (української) культури XVII ст. Видана 1646 року в Чернігові (передрукована у Могилеві, у друкарні Максима Вощанки у 1699 році). Автор «П. М.» — церковний діяч, педагог і письменник Кирило Транквіліон Ставровецький. Збірка складається з кількох прозових творів та 21 вірша. В «П. М.» подано ряд морально-релігійних настанов і повчань.
Перша друкована книга в Чернігові та Лівобережній Україні. Книга написана книжною українською мовою XVII ст. з багатьма елементами народної поетики.
Складається з великої передмови до «чителника о той презацной книге», 5-ти прозових статей та 21-го вірша. Це роздуми й повчання про Святу Трійцю, Богородицю й Ісуса Христа, ангелів, апостолів і святих, проповіді на Різдво та Великдень, Вознесіння, морально-повчальні діалоги й орації. Збірник призначався також як посібник для вчителів та учнів шкіл і проповідників. Написаний з прокатолицьких позицій. Автор на цей час був унійцем. Вів полеміку з представниками реформаційних течій.
У 1690 р. в Москві книга разом з іншими «єретичними» була заборонена.